# پگاه‌خسرو
پگاه‌خسرو شاخدار (نام علمی: Eobasileus cornutus) گونه‌ای از پستانداران منقرض‌شده پیشاتاریخی متعلق به راسته سهمگین‌شاخان است. پگاه‌خسرو گیاه‌خواری بزرگ مربوط به دوره ائوسن بود و با وجود شباهت ظاهری به کرگدن‌های امروزی از بستگان نزدیک یا اجداد این جانوران محسوب نمی‌شود. سنگواره‌های پگاه‌خسرو در آمریکای شمالی شناسایی شده‌اند و نخستین بار ادوارد درینکر کوپه دیرینه‌شناس آمریکایی این گونه را در سال ۱۸۷۲ نام‌گذاری و توصیف کرد.

## ویژگی‌ها

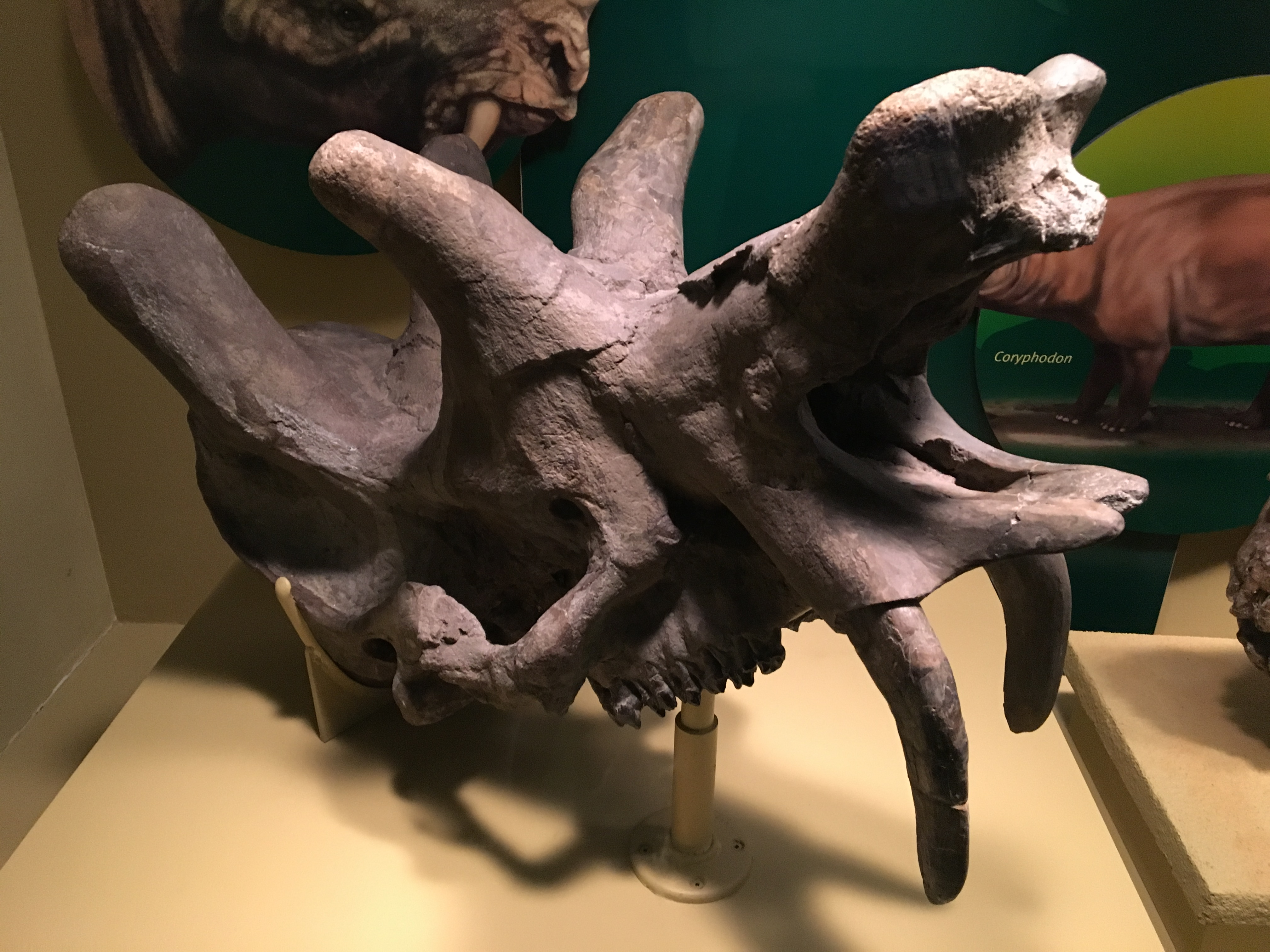
جمجمه پگاه‌خسرو در موزه میدانی تاریخ طبیعی

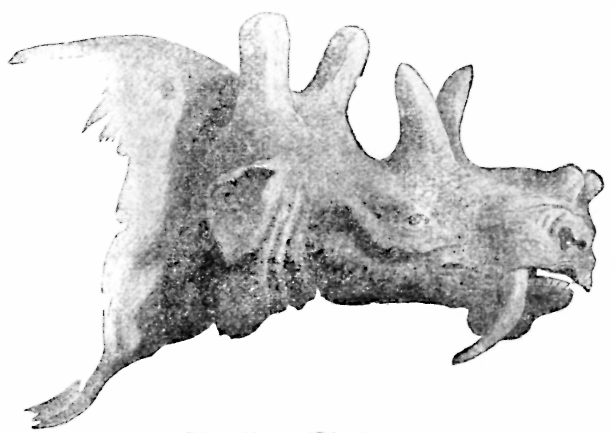
یک نگاره فرضی از چهره پگاه‌خسرو شاخدار

پگاه‌خسرو شاخدار یکی از بزرگ‌ترین انواع سهمگین‌شاخان بود که طول جمجمه آن به ۱ متر می‌رسید و تا شانه حدود ۲٫۱ متر ارتفاع داشت. وزن این جانور حدود ۲۵۰۰ کیلوگرم بود و دارای ۳ جفت شاخ بر روی سر بود که احتمالاً مانند شاخ زرافه پوششی از پوست شاخ‌ها را می‌پوشاندند. آثار چندانی از جفت شاخ جلویی پگاه‌خسرو در سنگواره‌های جمجمه آن موجود نیست و این احتمال وجود دارد که شاخ‌های جلویی مانند شاخ کرگدن از جنس کراتین بوده باشند. زیرا که شاخ‌های کراتینی پس از مرگ جانور تجزیه شده و از بین می‌روند. در نتیجه آثاری از آن‌ها در سنگواره باقی نمی‌ماند.
یکی از ویژگی‌های غیر متعارف پگاه‌خسرو وجود یک جفت دندان نیش بلند و برجسته در فک بالا بود که همانندی بسیاری به دندان‌های نیش گربه‌های دندان‌خنجری داشتند. این جفت دندان نیش احتمالاً در دفاع برابر حمله درندگان و رقابت میان نرها کاربرد داشته‌اند.